# Arenocaris bifida
Arenocaris bifida är en kräftdjursart som beskrevs av Nicholls 1935. Enligt Catalogue of Life ingår Arenocaris bifida i släktet Arenocaris och familjen Cylindropsyllidae, men enligt Dyntaxa är tillhörigheten istället släktet Arenocaris och familjen Leptastacidae. Arten är reproducerande i Sverige. Inga underarter finns listade i Catalogue of Life.